# Nili Mirsky
Nili Mirsky (hebräisch נילי מירסקי, auch als Nilly Mirsky transkribiert; 3. Dezember 1943 in Rechovot, Palästina – 30. Januar 2018) war eine israelische literarische Übersetzerin.

## Leben
Nili Mirsky wurde 1943 in Rechovot geboren und wuchs in Tel Aviv auf, wo sie auch Literatur an der Universität Tel Aviv studierte. In München promovierte sie in deutscher, französischer und russischer Literatur und unterrichtete nach ihrer Rückkehr nach Israel Literatur an der Universität Tel Aviv.
Sie übersetzte aus dem Deutschen, Französischen und Russischen ins Hebräische, wobei sie vor allem als Übersetzerin der Buddenbrooks und anderer Werke Thomas Manns, aber auch von Walter Benjamin und E. T. A. Hoffmann sowie von Dostojewski und Leo Tolstoi bekannt wurde. Zu den weiteren von ihr übersetzten Autoren gehören Maxim Gorki, Nikolai Gogol, Vladimir Nabokov, Iwan Turgenew, Isaak Babel und Anton Tschechow. In Einzelfällen übersetzte Mirsky auch aus dem Hebräischen ins Deutsche; so war sie an der Übersetzung des ersten in Deutschland erschienenen Romans von Amos Oz (dt. Titel Keiner bleibt allein) beteiligt.
Mirsky wurde für ihre Arbeit mehrfach ausgezeichnet; u. a. erhielt sie 2008 den Israel-Preis für Übersetzung sowie 2018 postum den Deutsch-Hebräischen Übersetzerpreis für die Zielsprache Hebräisch für ihr Lebenswerk, insbesondere für die Übertragung der Bekenntnisse des Hochstaplers Felix Krull von Thomas Mann ins Hebräische.
Nili Mirsky starb Ende Januar 2018 im Alter von 74 Jahren an den Folgen einer Krebserkrankung.

## Schriften (ohne Übersetzungen)
- Erzähltechnische Behandlung weltanschaulicher Probleme im Werk Čechovs. München 1975
- Anthologie de nouvelles israéliennes contemporaines. Gallimard, Paris 1998, ISBN 2-07-073582-6 (Auswahl und Einleitung)